# Itápolis
Itápolis est une municipalité brésilienne de l'État de São Paulo et la Microrégion d'Araraquara.